# エキュート
エキュート（ecute）は、東日本旅客鉄道（JR東日本）のグループ企業が開発運営をする、駅構内（主に改札内）商業施設の名称である。

## 概要
JR東日本グループが推し進める駅改札内（いわゆる、「エキナカ」）活性化プロジェクトの一環の「駅構内開発小売業」である。駅の環境計画からマーチャンダイジング（MD）等までを一貫して行う新しいビジネスモデルである。
エキュートでは、空間コンセプトを強く意識しているため、Dilaをはじめとした従来の不動産賃貸業ではなく小売業の形態を持つことで、流通や品揃え等を各店舗と調整することが可能となっている。
元々違う業態の鉄道と商業施設の一体化は、新しいビジネス分野として脚光を浴びている。駅は人が多く交わる空間であり、その空間の可能性を模索しているJR東日本では「通過する駅から動く駅への進化」という目標を掲げ、従来の駅への考え方を覆えそうとしている。
ecuteの意味は、eki（駅）、center（を中心に）、universal（あらゆる人々が）、together（一緒に）、enjoy（楽しむ）である。
なお、「ecute」のロゴは日本デザインセンターが担当した。
2005年春に開業した第1号店の大宮店を皮切りに、JR東日本ステーションリテイリング（現JR東日本リテールネットに統合）が専属して開発運営を担当してきたが、JR東日本グループ内に複数ブランドの商業施設が存在し、利用者の認知度に課題があった。そのため運営企業を問わず、JR東日本グループとして「上質性を高めた商業施設」であれば“エキュート”とする方針に転換し、2010年、JR東日本リテールネットが上野店・品川 サウス店を、2011年にはジェイアール東日本都市開発が赤羽店をそれぞれ開業した。
なお、2013年9月14日には、エキナカではないエキュートとして、「マーチエキュート（mAAch ecute）神田万世橋」が開業している。
2018年4月にはJR東日本リテールネットがJR東日本ステーションリテイリングを吸収合併。エキュートを専属事業として展開する企業は無くなった。

## 運営している企業
- JR東日本クロスステーション（旧JR東日本リテールネット）
  - 旧JR東日本ステーションリテイリングが開業：大宮、品川、立川、日暮里、東京、マーチエキュート神田万世橋
  - 旧JR東日本リテールネットが開業：上野、京葉ストリート
  - 上記2社合併後の開業：大宮 ノース、渋谷、横浜、有楽町、飯田橋、新橋
- 株式会社ジェイアール東日本都市開発
  - 運営店舗：エキュート赤羽

## 沿革
- 2001年（平成13年) 1月 - JR東日本の事業創造本部に「立川駅・大宮駅開発プロジェクトチーム」発足（2004年に「エキナカプロジェクトチーム」に名称変更）
- 2003年（平成15年)
  - 4月 - 第1回JR東日本グループ内社員公募が行われる
  - 9月12日 - 「株式会社JR東日本ステーションリテイリング」設立
- 2004年（平成16年）5月 - 公募により「エキュート」という名前が決定される
- 2005年（平成17年）
  - 3月5日 - 「エキュート大宮」開業
  - 10月1日 - 「エキュート品川」開業
- 2007年（平成19年）10月5日 - 「エキュート立川」第1期（3300m2）開業
- 2008年（平成20年）
  - 3月30日 - 「エキュート日暮里」第1期開業
  - 6月2日 - 「エキュート立川」に複合クリニック開業（アインファーマシーズと協力）
  - 10月7日 - 「エキュート立川」第2期開業
- 2009年（平成21年）
  - 2月11日 - 「ティーティーエキュート」開業（立川駅東改札内）
  - 3月29日 - 「エキュートキュット」開業（大宮駅19・20番線ホーム上）[4]
  - 6月20日 - 「エキュート日暮里」第2期開業
- 2010年（平成22年）
  - 3月28日 - 「エキュート東京」開業
  - 3月31日 - 「エキュートキュット」閉店
  - 4月24日 - エキュート大宮に「コノハガーデン」開業[5]
  - 12月18日 - 「エキュート上野」第1期開業
  - 12月28日 - 「エキュート品川 サウス」第1期開業
- 2011年（平成23年）
  - 2月28日 - 「エキュート品川 サウス」第2期開業
  - 3月20日 - 「KeiyoStreet」開業[6]
  - 3月24日 - 「エキュート上野」第2期開業
  - 3月26日 - 「エキュート赤羽」第1期開業
  - 3月28日 - 「エキュート上野」第3期開業
  - 3月31日 - 「エキュート上野」第4期開業
  - 4月5日 - 「エキュート品川 サウス」第3期開業
  - 5月16日 - 「エキュート品川 サウス」第4期開業
  - 7月30日 - 「エキュート赤羽」第2期開業
  - 8月22日 - 「エキュート赤羽」第3期開業
  - 9月23日 - 「エキュート赤羽」第4期開業
- 2018年（平成30年）
  - 4月1日 - JR東日本リテールネットと存続会社として、JR東日本リテールネットとJR東日本ステーションリテイリングが合併。
  - 7月1日 - KeiyoStreetの施設名称を「エキュート京葉ストリート」に変更[7]
- 2019年（平成31年／令和元年）
  - 9月1日 - 「エキュート日暮里」が改装のため一部店舗を除きクローズ
  - 11月1日 - 「エキュートエディション渋谷」開業[8]
- 2020年（令和2年）
  - 6月17日 - 「エキュート上野」新エリア開業
  - 7月15日 - 「エキュート日暮里」リニューアルオープン
  - 7月22日 - 「エキュート大宮 ノース」開業[9]
  - 8月10日 - 「エキュートエディション横浜」開業[10]
  - 8月25日 - 「エキュートエディション飯田橋」開業
  - 8月31日 - 「エキュートエディション有楽町」開業
- 2021年（令和3年）
  - 12月1日 - 「エキュート品川 サウス」の施設名称を「エキュート品川」に統一[11]
- 2022年（令和4年）
  - 3月24日 - 「エキュートエディション新橋」開業[12]
- 2023年（令和5年）
  - 12月3日 - 「エキュートエディション御茶ノ水」開業[13]
- 2024年（令和6年）
  - 7月29日 - 「エキュート赤羽」を「エキュート赤羽きた」に改称、「エキュート赤羽みなみ」開業[14]
  - 8月19日 - 「エキュート東京」閉鎖[15]
- 2025年（令和7年）
  - 4月7日 - 「エキュート秋葉原」開業[16]

## エキュートがある駅

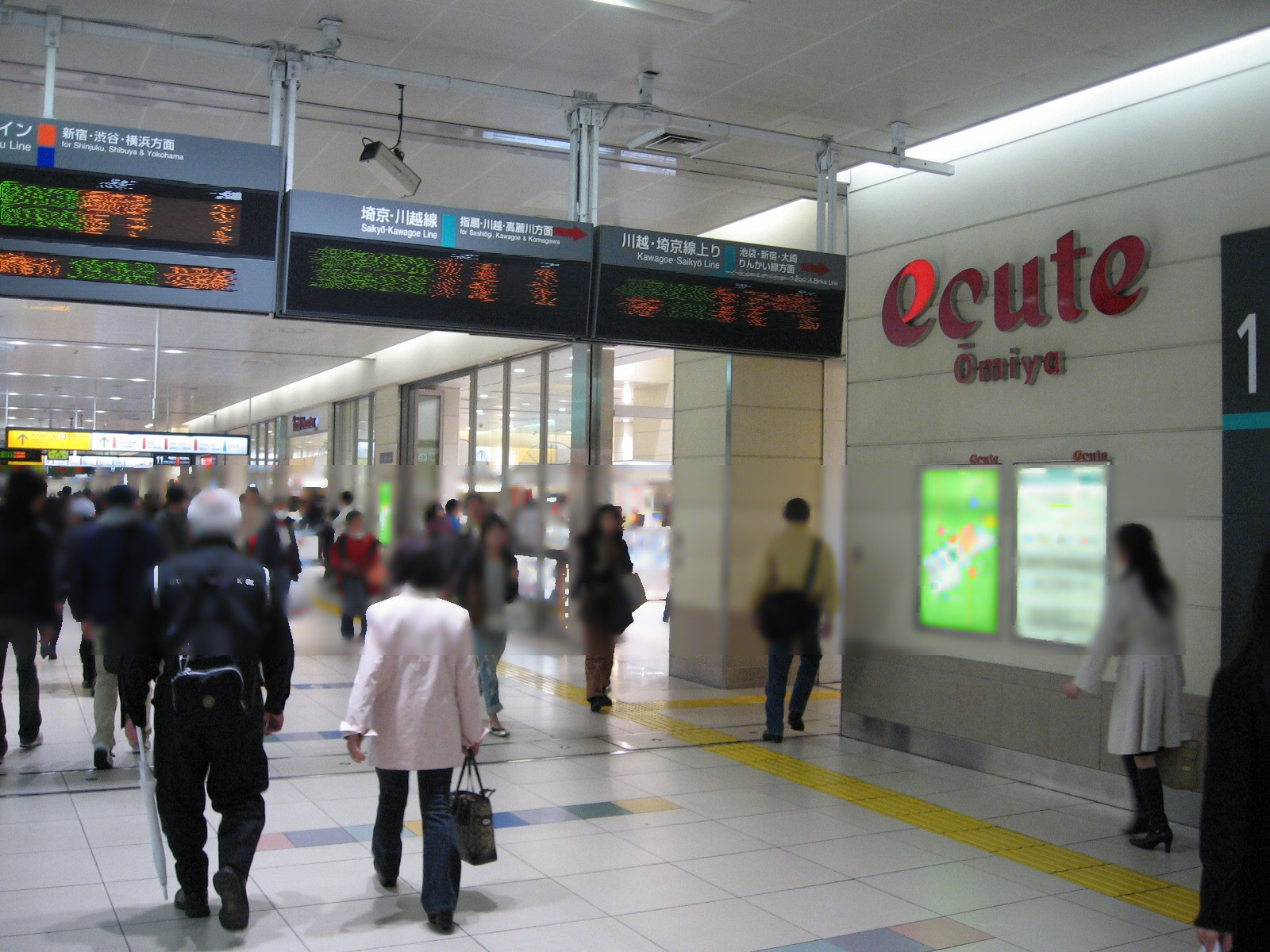
エキュート大宮（JR大宮駅）

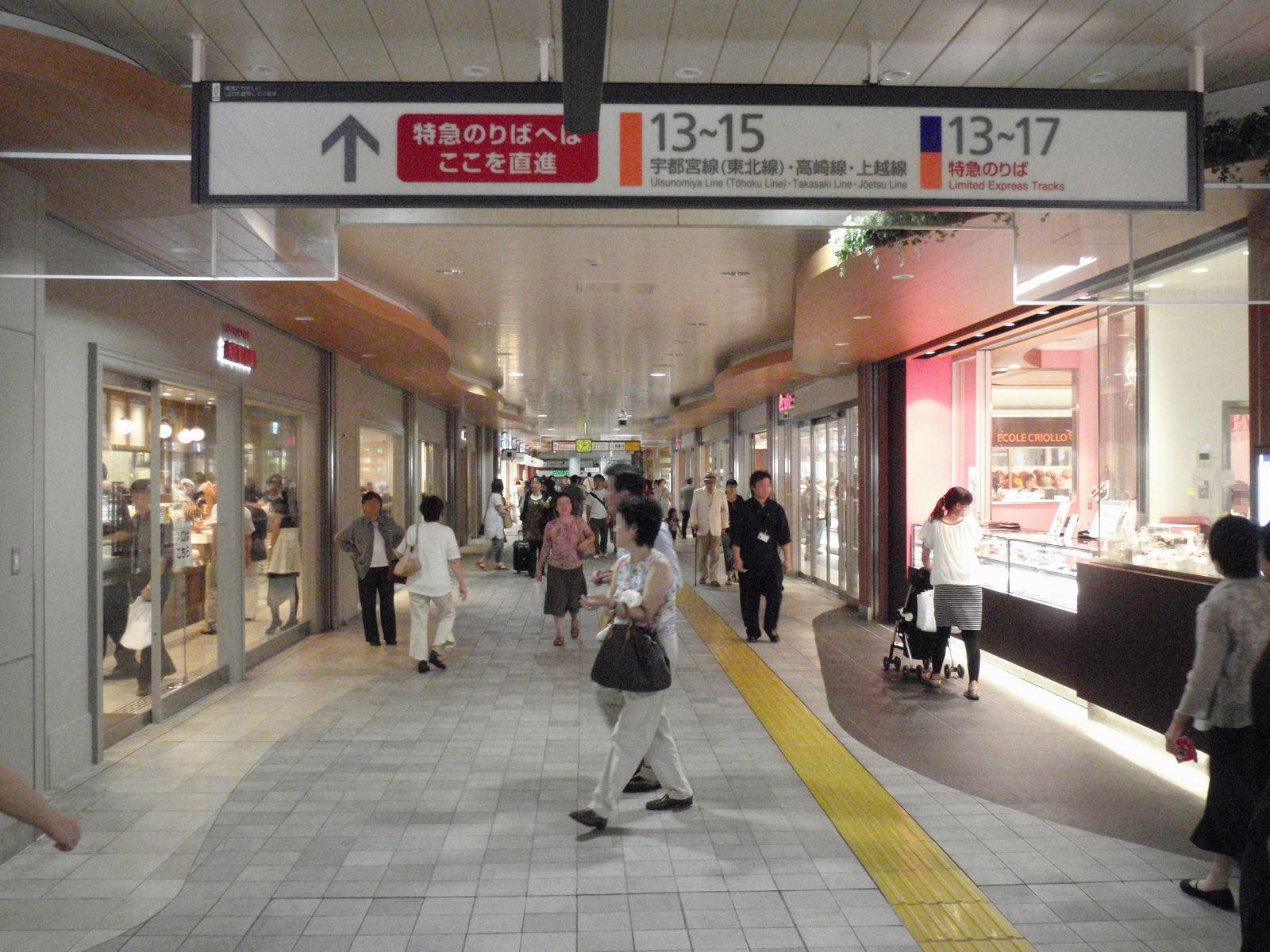
エキュート上野（JR上野駅）

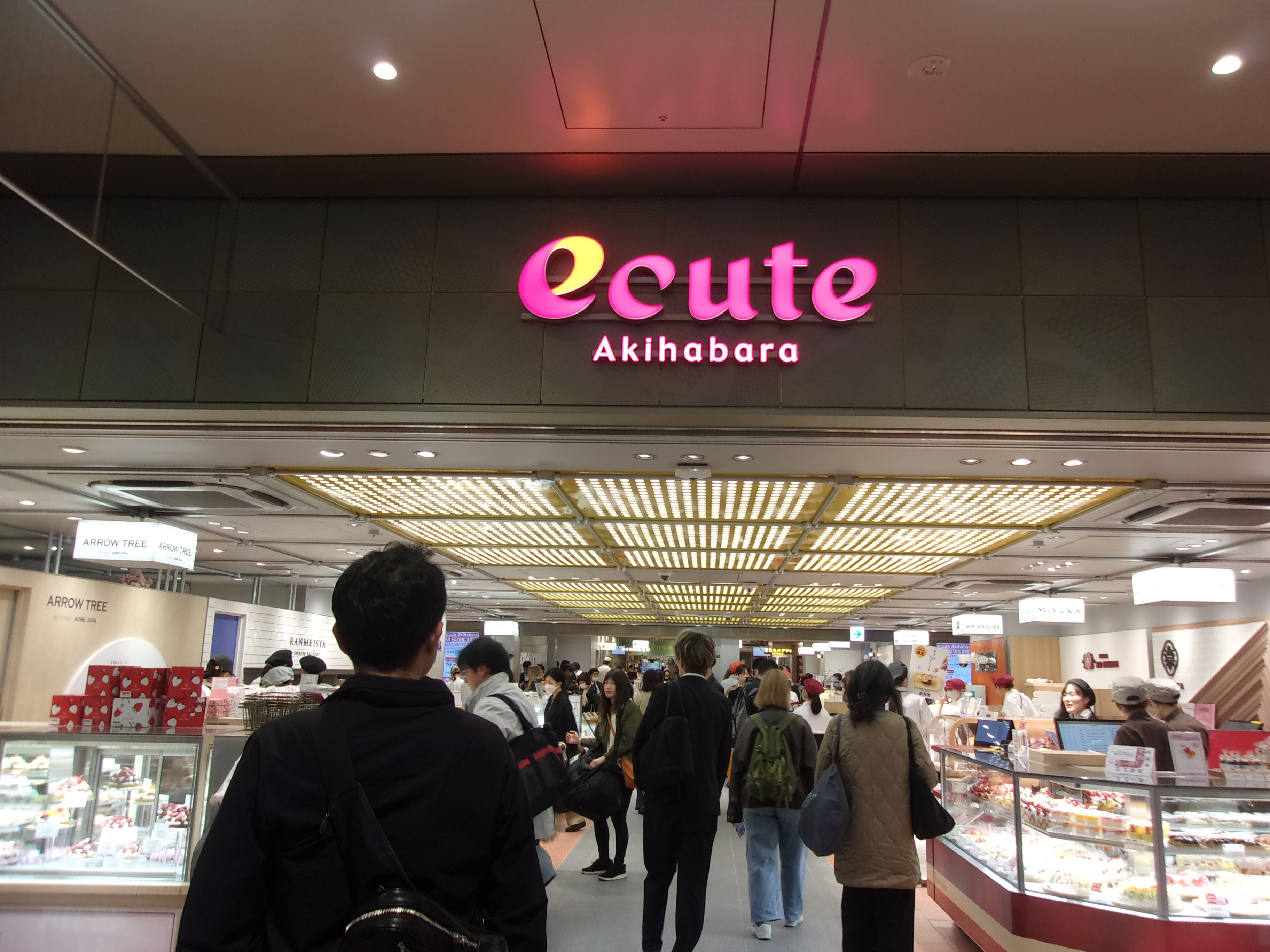
エキュート秋葉原（JR秋葉原駅）

### エキュート
- 大宮駅
  - エキュート大宮 - 中央改札（南）内2300m2に、76店舗が出店。ストアコンセプトは「マーケットアベニュー」、環境コンセプトは「パークサイドマーケット」[17]。
  - エキュート大宮 ノース - 中央改札（北）内のDila大宮の一部をリニューアルし、14店舗が出店。ストアコンセプトは「NAKAMISE HOPPING～賑わいや路地裏感が楽しいエキナカ商店街～」[9]。
- 赤羽駅
  - エキュート赤羽きた - 北改札内（旧アルカード赤羽1含む）約2100m2に、55店舗が出店。ストアコンセプトは「ココロReset」、環境コンセプトは「PASSAGE」。赤羽駅のみ、ジェイアール東日本都市開発が開発運営を行っている[18]。
  - エキュート赤羽みなみ - 南改札内約1,279m2に、11店舗が出店。
- 日暮里駅
  - エキュート日暮里 - 北改札内380m2に、17店舗が出店。ストアコンセプトは「不易流行」、環境コンセプトは「下町モダン」。
- 上野駅
  - エキュート上野 - 3階改札内（旧Dila上野）4800m2に、78店舗が出店。ストアコンセプトは「毎日がアトリエめぐり」、環境コンセプトは「Artisan Promenade（アルチザン プロムナード）」[19][20][3]。
- 秋葉原駅
  - エキュート秋葉原 - 1階改札内900m2に、20店舗が出店予定。
- 東京駅
  - エキュート東京（閉店） - 1階改札内サウスコート（旧Dila東京メディアコート）1300m2に、31店舗が出店。ストアコンセプトは「ニッポンRe-STANDARD」、環境コンセプトは「ennichi（縁日）」[21][22][23]。
  - エキュート京葉ストリート（閉店） -  1階八重洲南口改札内（旧KeiyoStreet）。ストアコンセプトは「Tokyo Green Style」、環境コンセプトは「Park Terrace Communication」[6]。「グランスタ東京（京葉ストリートエリア）」としてリニューアル。
- 品川駅
  - エキュート品川 - 中央改札内1600m2に46店舗、同じく中央改札内（旧Dila品川 → エキュート品川 サウス）1800m2に39店舗が出店。2階建て店舗。
- 立川駅
  - エキュート立川 - 南改札内外4300m2に、88店舗が出店。4階建て店舗。エキュートとして改札外にも出店したのは立川駅が初。ストアコンセプトは「自分カスタマイズ」、環境コンセプトは「マイ・ハビット」。

### マーチエキュート
- 万世橋駅 - mAAch エキュート神田万世橋 旧万世橋駅高架橋、駅ホーム内に10店舗他期間限定店舗が出店。交通博物館跡地の利用。歴史的な建築物を再生するコンセプトとして運営される。

### エキュートエディション
「エキュート」の特徴・強みを環境や利用シーン毎にカテゴリーを最適化して提供する新業態として”編集”という 意味を込めて「EDITION」＝「版」というサブネームを付けられている。
| 店舗名   | 店舗数 | 備考                        |
| -------- | ------ | --------------------------- |
| 渋谷     | 15店舗 | 渋谷スクランブルスクエア1階 |
| 飯田橋   | 5店舗  | JR飯田橋駅構内              |
| 御茶ノ水 | 13店舗 | JR御茶ノ水駅構内            |
| 有楽町   | 8店舗  |                             |
| 新橋     | 13店舗 | JR新橋駅構内1階・地下1階    |
| 横浜     | 5店舗  | JR横浜駅構内                |

## JR東日本ステーションリテイリング
株式会社JR東日本ステーションリテイリングは、かつて存在したJR東日本グループの企業。エキュート開発のために設立され、エキュートの各店舗（上野店・品川 サウス店・赤羽店を除く）、エキタマ（田町駅）及び mAAch エキュート（万世橋駅）を運営していた。
2018年4月1日付で、JR東日本リテールネットと合併し、上記施設の運営を同社へ移管した。

### 不祥事
- 2014年4月、消費税増税分の転嫁拒否をテナントに強要した疑いで公正取引委員会により消費税転嫁対策特別措置法に基づき、社名が公表された[26]。

## テレビ番組
- 日経スペシャル ガイアの夜明け 駅を創る ～変貌する巨大鉄道会社～（2005年10月11日、テレビ東京）[27] - 「エキナカ」プロジェクトを取材。